# 完顔石柱
完顔 石柱（かんがん せきちゅう、? - 1283年）は、モンゴル帝国に仕えた女真人将軍の一人。主に金朝との戦闘において活躍したことで知られる。

## 概要
完顔石柱の祖父の完顔徳住は金朝に仕えて管軍千戸に任じられた人物で、父の完顔拿住は金朝を見限ってチンギス・カンに仕えた人物であった。完顔拿住はモンゴル軍に従軍して各所で武功を挙げ、特に太宗オゴデイ・カアンによる第二次金朝侵攻時には鳳翔・同州の攻略に活躍して「バアトル」の称号と同州管民・兼征行千戸・総管八都軍の地位を授けられている。1251年（辛亥）にモンケ・カアンが即位すると完顔拿住が既に老齢であることを鑑み、息子の完顔石柱に跡を継ぐよう命じた。
1259年（己未）、クビライによる雲南・大理遠征に従軍し、その後都元帥のネウリンとともに馬湖江を攻め、浮橋を奪取する功績を挙げて白金750両を下賜されている。中統2年（1261年）、征行万戸の地位を授けられ、中統3年（1262年）には元帥テケの下で嘉定に侵攻し、功績を挙げて金虎符を下賜されている。至元4年（1267年）、九頂山の戦いで南宋軍を破り、40人余りを捕虜を獲った。至元5年（1268年）、瀘州の水寨を攻め、馬湖江を渡って南宋軍を破った。その後、四川行省のイェスデルとともに建都（ガインドゥ）を攻め、ガインドゥが降ると嘉定攻めに転じた。瀘州・重慶の攻略には完顔石柱の功績が大きかったと評されている。至元14年（1277年）、昭勇大将軍の地位に移り、至元16年（1279年）には四川東道宣慰使の職を授かった。至元17年（1280年）、鎮国上将軍・四川西道宣慰使・総管随路八都万戸に改められ、至元20年（1283年）には四川行省参知政事とされたが、まもなく亡くなった。死後、弟の真童が跡を継いで総管随路八都万戸とされている。